# Walter Horemans
Walter Horemans (15 maart 1961) is een Belgische politicus voor de CD&V.

## Levensloop
Horemans doorliep zijn secundair onderwijs aan het Sint-Gummaruscollege te Lier. Beroepshalve was hij van 1983 tot 1993 leerkracht lager onderwijs aan het Sint-Jan Berchmanscollege te Antwerpen. Vervolgens was hij secretaris voor de CM regio Mechelen-Turnhout.
Bij de gemeenteraadsverkiezingen van 2000 in Berlaar behaalde Horemans als nieuweling meteen meer dan duizend stemmen. Hij werd hij aangesteld als schepen. Dit mandaat oefende hij uit tot de verkiezingen van 2006. Bij deze stembusgang was hij lijsttrekker op de kieslijst van het Valentijnskartel CD&V-N-VA. Hij behaalde 1.682 voorkeurstemmen en werd aangesteld als burgemeester, in dit mandaat volgde hij partijgenoot André Martens op. Tevens werd hij als lijstduwer op de CD&V-N-VA-kieslijst voor het provinciedistrict Lier verkozen tot provincieraadslid voor de provincie Antwerpen. Hierbij behaalde hij 4.174 voorkeurstemmen. Hij oefende dit mandaat uit tot 2010. Bij de verkiezingen van 2012 bleef het Valentijnskartel in Berlaar intact en behaalde de lijst met Horemans als lijsttrekker een absolute meerderheid met 48,8% van de stemmen. Horemans zelf behaalde 1.862 voorkeurstemmen. Op de kieslijst voor de provincieraadsverkiezingen 2012 stond hij op de tweede plaats. Hij behaalde 4.367 voorkeurstemmen, maar werd niet verkozen.
Na de gemeenteraadsverkiezingen van 2018 bleef Horemans burgemeester in een coalitie tussen CD&V en N-VA.
In december 2015 verscheen zijn eerste kinderboek De Wonderbaarlijke Zomer van Polukarpus Boterbier in samenwerking met Ivo Pauwels en illustrator Joris Snaet, het eerste exemplaar ging naar de kleinzoon van Fernand Huts.